# M-1グランプリ2019
『M-1グランプリ2019』（エムワングランプリ2019）は、吉本興業・朝日放送テレビ（ABCテレビ）主催の漫才コンクール「M-1グランプリ」の第15回大会。2019年12月22日に決勝戦が開催され、ABCテレビ・テレビ朝日系列にて生放送された。優勝者はミルクボーイ。

## 概要
タイトルロゴの紫色の「2019」は、この年から始まった新たな時代「令和」をイメージしている。総エントリー数は再エントリーを含め5040組で、5大会ぶりに最多記録を更新した。
決勝戦は準決勝を勝ち上がったからし蓮根、ミルクボーイ、ぺこぱ、オズワルド、すゑひろがりず、ニューヨーク、インディアンス、見取り図、かまいたちの9組、そして敗者復活戦を制した和牛を加えた10組で争われた。決勝戦常連の和牛などが名を連ねる中、10組のうち初進出が7組と例年以上に顔ぶれが変化した。

## 大会の流れ

### 予選
エントリー受付は6月13日から8月31日まで。1回戦は8月1日から10月4日にかけて、北海道、仙台、埼玉、千葉、東京、名古屋、大阪、広島、福岡、沖縄の8地区・10都道府県で開催。その後は東京、大阪・京都の2地区に分けて、10月7日 - 23日に2回戦、10月28日 - 11月11日に3回戦、11月18日・19日に準々決勝、12月4日に準決勝が開催された。
準決勝ではGYAO!ワイルドカード枠の金属バットを加えた26組が出場し、その模様は大阪府のクール・ジャパンパーク大阪TTホール、日本各地の映画館にてライブビューイング上映された。準決勝初進出組はミルクボーイ、ぺこぱ、オズワルド、すゑひろがりず、四千頭身、くらげ、ラランド、ロングコートダディの8組で、中でもラランドは準々決勝が導入されてから準決勝に進出した唯一のアマチュアコンビである。
審査の結果、かまいたちが3年連続、見取り図が2年連続、インディアンス、ミルクボーイ、オズワルド、ぺこぱ、からし蓮根、ニューヨーク、すゑひろがりずが初の決勝進出を果たした。

### 敗者復活戦（大会の流れ）
12月22日、決勝戦直前の13時55分より六本木ヒルズアリーナで実施。視聴者投票により、準決勝敗退者から1組のみ勝ち上がることができる。GYAO!ワイルドカード枠の金属バットを除く、16組に出場資格が与えられた。
第11回（2015年）から前回まではネタの持ち時間が3分だったが、今大会から決勝戦および復活前と同様の4分に変更された。ネタ順は前回と同様、準決勝の順位が高かった方からくじを引いて決定した。
敗者復活戦の結果が発表されるタイミングは、前々回・前回ではファーストラウンドの開始前だったが、今大会から笑神籤で「敗者復活組」が引かれた直後に変更され、テレビ朝日本社第1スタジオに移動した直後にネタを披露することになった。投票の結果、四千頭身、ミキ、和牛、アインシュタインが上位4組に名を連ね、65万0095票を獲得した和牛が決勝戦に進出した。

### 決勝戦（大会の流れ）
12月22日にテレビ朝日にて開催。司会は13大会連続の今田耕司と、8大会連続の上戸彩。審査員はオール巨人、塙宣之、立川志らく、富澤たけし、礼二、松本人志、そして前回（第14回）大会の終了直後に引退の意向を示していた上沼恵美子が揃って続投。M-1で初めて審査員の変更がない大会となった。
ファーストラウンドの出番順を決める「笑神籤（えみくじ）」を引き演者を発表する役割には、ラグビーワールドカップ2019の日本代表チームへ参加していた選手から、堀江翔太（1 - 3組目）、福岡堅樹（4 - 6組目）、稲垣啓太（7 - 10組目）の3人が招かれた。笑神籤による抽選の結果、ニューヨーク、かまいたち、和牛（敗者復活組）、すゑひろがりず、からし蓮根、見取り図、ミルクボーイ、オズワルド、インディアンス、ぺこぱの順でネタを披露した。
審査員7名による採点の結果、ミルクボーイが1位通過、かまいたちが2位通過、ぺこぱが3位通過で最終決戦に進出。ファーストラウンド上位の組からネタ順を選択し、例年通りファーストラウンド下位から順にネタを披露した。最終投票では松本がかまいたちに、他の6名がミルクボーイに投票。6票を獲得したミルクボーイが第15代王者となった。

## 結果

### 準決勝（結果）
- コンビ名、所属事務所は出場当時[注 2]。
- 金背景は決勝戦進出者。

| グループ | コンビ名           | 所属事務所                     | 結果 |
| -------- | ------------------ | ------------------------------ | ---- |
| A        | 金属バット         | 吉本興業                       | 敗退 |
| A        | ダイタク           | 吉本興業                       | 敗退 |
| A        | くらげ             | 吉本興業                       | 敗退 |
| A        | 東京ホテイソン     | グレープカンパニー             | 敗退 |
| A        | セルライトスパ     | 吉本興業                       | 敗退 |
| A        | マヂカルラブリー   | 吉本興業                       | 敗退 |
| B        | すゑひろがりず     | 吉本興業                       | 通過 |
| B        | ラランド           | アマチュア                     | 敗退 |
| B        | 錦鯉               | SMA                            | 敗退 |
| B        | ロングコートダディ | 吉本興業                       | 敗退 |
| B        | からし蓮根         | 吉本興業                       | 通過 |
| B        | ニューヨーク       | 吉本興業                       | 通過 |
| B        | トム・ブラウン     | ケイダッシュステージ           | 敗退 |
| C        | オズワルド         | 吉本興業                       | 通過 |
| C        | カミナリ           | グレープカンパニー             | 敗退 |
| C        | 四千頭身           | ワタナベエンターテインメント   | 敗退 |
| C        | インディアンス     | 吉本興業                       | 通過 |
| C        | 囲碁将棋           | 吉本興業                       | 敗退 |
| C        | ミルクボーイ       | 吉本興業                       | 通過 |
| C        | かまいたち         | 吉本興業                       | 通過 |
| D        | ぺこぱ             | サンミュージックプロダクション | 通過 |
| D        | ミキ               | 吉本興業                       | 敗退 |
| D        | アインシュタイン   | 吉本興業                       | 敗退 |
| D        | 天竺鼠             | 吉本興業                       | 敗退 |
| D        | 見取り図           | 吉本興業                       | 通過 |
| D        | 和牛               | 吉本興業                       | 敗退 |

### 敗者復活戦（結果）
- コンビ名、所属事務所は出場当時[注 2]、結成年の太字はラストイヤー。また、結成年は正しいもののみを記載する。
- 金背景は決勝戦進出者。

| 順位 | コンビ名 所属事務所                   | No.  | 結成年 | 敗者復活戦 出場歴 | 予選 順位 | 出番 | 票数       |
| ---- | ------------------------------------- | ---- | ------ | ----------------- | --------- | ---- | ---------- |
| 1位  | 和牛 吉本興業                         | 4547 | 2006年 | 3年ぶり 4回目     | 11位      | 4番  | 65万0095票 |
| 2位  | ミキ 吉本興業                         | 4289 | 2012年 | 2年連続 3回目     | 13位      | 7番  | 47万1627票 |
| 3位  | 四千頭身 ワタナベエンターテインメント | 3963 | 2016年 | 初出場            | 23位      | 9番  | 30万7115票 |
| 4位  | アインシュタイン 吉本興業             | 84   | 2011年 | 2年ぶり 4回目     | 10位      | 15番 | 29万7313票 |
| 5位  | 天竺鼠 吉本興業                       | 2424 | 2004年 | 2年ぶり 9回目     | 19位      | 3番  |            |
| 6位  | カミナリ グレープカンパニー           | 2543 | 2011年 | 初出場            | 16位      | 1番  |            |
| 7位  | トム・ブラウン ケイダッシュステージ   | 4533 | 2009年 | 初出場            | 15位      | 16番 |            |
| 8位  | くらげ 吉本興業                       | 1463 | 2018年 | 初出場            | 20位      | 8番  |            |
| 9位  | 錦鯉 SMA                              | 2429 | 2012年 | 3年ぶり 2回目     | 24位      | 11番 |            |
| 10位 | 東京ホテイソン グレープカンパニー     | 2781 | 2015年 | 3年連続 3回目     | 12位      | 10番 |            |
| 11位 | ラランド アマチュア                   | 2419 | 2014年 | 初出場            | 22位      | 5番  |            |
| 12位 | セルライトスパ 吉本興業               | 2299 | 2009年 | 2年ぶり 4回目     | 17位      | 12番 |            |
| 13位 | ダイタク 吉本興業                     | 1368 | 2009年 | 4年ぶり 2回目     | 21位      | 13番 |            |
| 14位 | マヂカルラブリー 吉本興業             | 1356 | 2007年 | 2年連続 5回目     | 14位      | 6番  |            |
| 15位 | ロングコートダディ 吉本興業           | 2901 | 2009年 | 初出場            | 25位      | 14番 |            |
| 16位 | 囲碁将棋 吉本興業                     | 4469 | 2004年 | 2年ぶり 6回目     | 18位      | 2番  |            |

### 決勝戦（結果）
| 金背景   | 1位通過、優勝      |
| 銀背景   | 2位通過            |
| 銅背景   | 3位通過            |
| 赤文字   | 審査員別の最高評点 |
| 青文字   | 審査員別の最低評点 |
| 赤太文字 | 全体の最高評点     |
| 青太文字 | 全体の最低評点     |

- 順位は最終決戦に進出したコンビは票数、それ以外のコンビはファーストラウンドの得点による順序。
- 所属事務所は出場当時[注 2]、結成年の太字はラストイヤー。
- 敗者復活組はキャッチコピーが無いため、「（敗者復活組）」とする。
- 順位や得点などをまとめた表は、矢印がついたセルをクリックすると、昇順、降順、元の順の順番で並び替えられる。

| 順位 | コンビ名 所属事務所                   | No.  | 結成年 | 決勝戦進出歴      | キャッチコピー   | ファースト | ファースト | 最終決戦 | 最終決戦 |
| 順位 | コンビ名 所属事務所                   | No.  | 結成年 | 決勝戦進出歴      | キャッチコピー   | 出番       | 得点       | 出番     | 得票     |
| ---- | ------------------------------------- | ---- | ------ | ----------------- | ---------------- | ---------- | ---------- | -------- | -------- |
| 優勝 | ミルクボーイ 吉本興業                 | 297  | 2007年 | 初進出 ノーシード | ナニワスパイラル | 7番        | 681点      | 3番      | 6票      |
| 2位  | かまいたち 吉本興業                   | 4440 | 2004年 | 3年連続 3回目     | 憑依する漫才     | 2番        | 660点      | 2番      | 1票      |
| 3位  | ぺこぱ サンミュージックプロダクション | 846  | 2008年 | 初進出 ノーシード | ツッコミ方改革   | 10番       | 654点      | 1番      | 0票      |
| 4位  | 和牛 吉本興業                         | 4547 | 2006年 | 5年連続 5回目     | （敗者復活組）   | 3番        | 652点      |          |          |
| 5位  | 見取り図 吉本興業                     | 3659 | 2007年 | 2年連続 2回目     | 真逆の個性       | 6番        | 649点      |          |          |
| 6位  | からし蓮根 吉本興業                   | 189  | 2013年 | 初進出            | 火の国ストロング | 5番        | 639点      |          |          |
| 7位  | オズワルド 吉本興業                   | 1178 | 2014年 | 初進出 ノーシード | 新・東京スタイル | 8番        | 638点      |          |          |
| 8位  | すゑひろがりず 吉本興業               | 1365 | 2011年 | 初進出 ノーシード | 令和の伝統芸能   | 4番        | 637点      |          |          |
| 9位  | インディアンス 吉本興業               | 3328 | 2010年 | 初進出            | ノンストップ     | 9番        | 632点      |          |          |
| 10位 | ニューヨーク 吉本興業                 | 2594 | 2010年 | 初進出 ノーシード | 漫才ジョーカー   | 1番        | 616点      |          |          |

| 出番順 | コンビ名       | 得点計 | 巨人 | 塙 | 志らく | 富澤 | 礼二 | 松本 | 上沼 |
| ------ | -------------- | ------ | ---- | -- | ------ | ---- | ---- | ---- | ---- |
| 1      | ニューヨーク   | 616    | 87   | 91 | 90     | 88   | 88   | 82   | 90   |
| 2      | かまいたち     | 660    | 93   | 95 | 95     | 93   | 94   | 95   | 95   |
| 3      | 和牛           | 652    | 92   | 96 | 96     | 91   | 93   | 92   | 92   |
| 4      | すゑひろがりず | 637    | 92   | 91 | 92     | 90   | 91   | 89   | 92   |
| 5      | からし蓮根     | 639    | 93   | 90 | 89     | 90   | 93   | 90   | 94   |
| 6      | 見取り図       | 649    | 94   | 92 | 94     | 91   | 93   | 91   | 94   |
| 7      | ミルクボーイ   | 681    | 97   | 99 | 97     | 97   | 96   | 97   | 98   |
| 8      | オズワルド     | 638    | 91   | 89 | 89     | 91   | 94   | 90   | 94   |
| 9      | インディアンス | 632    | 92   | 89 | 87     | 90   | 92   | 88   | 94   |
| 10     | ぺこぱ         | 654    | 93   | 94 | 91     | 94   | 92   | 94   | 96   |

| 出番順 | コンビ名     | 得票数 | 巨人 | 塙 | 志らく | 富澤 | 礼二 | 松本 | 上沼 |
| ------ | ------------ | ------ | ---- | -- | ------ | ---- | ---- | ---- | ---- |
| 1      | ぺこぱ       | 0      |      |    |        |      |      |      |      |
| 2      | かまいたち   | 1      |      |    |        |      |      | ★    |      |
| 3      | ミルクボーイ | 6      | ★    | ★  | ★      | ★    | ★    |      | ★    |

| 最高評点 | 99点 塙宣之（ミルクボーイ）   |
| 最低評点 | 82点 松本人志（ニューヨーク） |
| 平均点   | 645.8点（歴代最高）           |

## 記録
- 決勝初出場7組は、初回を除けば大会史上最多。またノーシードからの決勝進出も5組（うちシード未経験は4組）と、第11回（2015年）に並び最多で、その5組はいずれも決勝初出場である。
- サンミュージック所属の決勝進出コンビ（ぺこぱ）は、第11回（2015年）のメイプル超合金に続いて2組目。
- 第13回（2017年）から3年連続で吉本興業所属コンビが9組（敗者復活組を含む）となった。
- 和牛が大会初の2度目の敗者復活戦勝者となり、笑い飯以来となる5年連続決勝進出を果たしたものの、10組目のぺこぱと2点差で4位となり、最終決戦出場連続記録が3でストップした。
  - 平均93点以上を獲得したコンビがファーストラウンド敗退に終わったのは初めて。また、和牛は今大会終了後ラストイヤーを待たずにM-1からの卒業を表明した[5]。
- ミルクボーイが全審査員から96点以上の得点を獲得。第4回（2004年）のアンタッチャブルの平均96.14点（673 / 700点）を大きく上回り、歴代最高の平均97.29点（681 / 700点）を記録した。
  - 大会史上初めてノーシードのコンビがファーストラウンドを1位通過した。シード未経験（過去に準決勝進出経験がない）コンビの1位通過および優勝も史上初。
  - 3年連続で決勝初出場のコンビが優勝した。
  - 関西出身者の優勝は、現時点ではこの回が最後となっている。
- 第7回（2007年）から続いていた、ファーストラウンドで9番目にネタを披露したコンビ（この回はインディアンス）の最終決戦進出記録が8で途切れた。
- ファーストラウンド上位5組が全審査員から90点以上の評点を獲得した。
- 初めて最終決戦にノーシードかつシード未経験のコンビが2組進出した（ミルクボーイ、ぺこぱ）。
- 第8回（2008年）のオードリーとナイツ以来、7大会ぶり（11年ぶり）に吉本興業以外所属コンビが最終決戦に進出した（ぺこぱ）。
- ラストイヤーのコンビが3年連続で最終決戦に進出した（かまいたち）。また、かまいたちは第7回（2007年）のトータルテンボス以来2組目となる、ラストイヤーでの2位となった。

## 社会的反応
当時無名だったミルクボーイやぺこぱがノーシードから最終決戦に進出したほか、3年連続で決勝戦の最終決戦に進出し優勝候補と目されていた和牛が敗者復活戦勝者となり、決勝進出を果たしたが、最終決戦進出は惜しくも逃すなど、波乱の大会となった。また、ミルクボーイが700点満点での過去最高得点を更新し、大きな盛り上がりを見せた。
お笑いナタリーでは結果予想企画が実施され、メンバーはお笑い好きを公言するDJ KOO、IMALU、川谷絵音、井口綾子、RAM RIDERの5名。優勝はDJ KOO、IMALU、井口がインディアンス、川谷がニューヨーク、RAM RIDERがかまいたちと予想した。
ファーストラウンドでミルクボーイがコーンフレークをネタにしたことに対し、M-1決勝翌日にケロッグがミルクボーイに対し、コーンフロスティ1年分を進呈することを発表した。また、翌年の1月28日にケロッグの応援サポーターに就任した。また、すゑひろがりずがハッピーターンやサッポロポテトなどをネタにしたことに対して、亀田製菓とカルビーが特別仕様のパッケージ商品を贈呈した。
松陰寺太勇（ぺこぱ）の「悪くないだろう」という否定しないツッコミから、ぺこぱの漫才は「人を傷つけない笑い」だとして、話題となった。若林正恭（オードリー）はツッコミというシステムそのものを「（そもそもが）多様性の否定である」と分析しており、ぺこぱの否定しないツッコミを「時代の転換点」だと高く評価した。メディアでは併せて、ミルクボーイの漫才も「人を傷つけない笑い」と括られたが、駒場は「(漫才には)結構毒を入れさせてもらっている。僕らは猛毒ですよ正直」と語り、内海も「『寝ぼけている時だからコーンフレークを食べられる』って言ってますからね」と、自分たちは人を傷つけない笑いではないと否定した。また、松陰寺は2022年3月30日放送の『ぺこぱポジティブNEWS』（テレビ朝日）で「人を傷つけない笑いっていうワードだけがひとり歩きしだして、芸人がやりづらくなっているっていうのも、ちょっとずつ耳に入ってて。俺はそれ、スゴく責任感じたけどね」と語っている。
本大会はファイナリストの実力の高さと波乱の展開から「史上最高の大会」「神回」と評され、歴代大会の中でもとりわけ人気が高い。

## DVD
2020年6月3日によしもとミュージックから発売された。
タイトルは『M-1グランプリ2019〜史上最高681点の衝撃〜』。
| DISC | 収録内容                                                                              | 収録時間 |
| ---- | ------------------------------------------------------------------------------------- | -------- |
| 1    | M-1グランプリ2019決勝                                                                 | 168分    |
| 2    | 敗者復活戦 M-1グランプリ アナザーストーリー DVD初公開 「ミルクボーイ 撮り下ろし企画」 | 143分    |

## スタッフ
個別記事のある人物・会社のみ記載し、所属先は省略する。
- 構成：倉本美津留、前田政二、石原健次
- 予選審査員：遠藤敬、大井洋一、里村仁志、下田雄大、友野英俊、ハスミマサオ、長谷川朝二、堀由史、諸岡立身、やまだともカズ
- ナレーション：畑中ふう、アラン・J、Sayoko Kamei
- 六本木ヒルズアリーナ 敗者復活会場
  - P：山田敬文
- デジタル：辻史彦、佐々木匡哉
- WEB企画協力：GYAO!
- 協力：よしもとブロードエンタテインメント、テイクシステムズ、テルミック、テレビ朝日映像、共立、VALSE inc.、森ビル、tv asahi create、テレビ朝日サービス、俳優座劇場、アイネックス、テレフィット、つむら工芸、イングス、戯音工房
- 映像提供：読売テレビ
- 写真提供：文部科学省
- プロデューサー：近藤真広
- 制作協力：ウインズウイン
- 協力：テレビ朝日
- 制作：朝日放送テレビ、吉本興業

## 関連番組
朝日放送テレビ（ABCテレビ）では、決勝前週の12月15日に、12:55 - 13:55の放送枠（本来は同局制作の『新婚さんいらっしゃい!』『パネルクイズ アタック25』を編成）でテレビ朝日系列全国ネットでの事前特別番組『2019ニュースな場所！M-1王者の突撃漫才 〜ラグビー日本代表＆ZOZO 裏側をネタにします〜』を放送。決勝当日には、13:55 - 16:25に敗者復活戦、18:34 - 22:10に決勝の生中継を全国ネット向けに実施した。決勝の生中継では、Yahoo!JAPANとのコラボレーションによる「M-1検索ワードランキング」（第15回M-1グランプリに関するYahoo!でのキーワード検索件数の上位5語を集計したうえで発表する企画）を随時挿入している。
朝日放送ラジオ（ABCラジオ）では、決勝戦の生中継をサイマル形式で組み込んだ『ラジオでウラ実況!?M-1グランプリ2019』を、18:30 - 22:30に生放送。前年に進行役で復帰したばかりの喜多ゆかり（朝日放送テレビアナウンサー）が、2019年11月から第2子の出産に伴う産前産後休暇に入っているため、八塚彩美（朝日放送テレビアナウンサー）が3年振りに進行を担当した。また、出場資格の最終年（ラストイヤー=コンビ結成15年）であった前年の第14回で決勝進出を果たしたギャロップから、林健をゲストに迎えた。